# Harmothoe cascabullicola
Harmothoe cascabullicola is een borstelworm uit de familie Polynoidae. Het lichaam van de worm bestaat uit een kop, een cilindrisch, gesegmenteerd lichaam en een staartstukje. De kop bestaat uit een prostomium (gedeelte voor de mondopening) en een peristomium (gedeelte rond de mond) en draagt gepaarde aanhangsels (palpen, antennen en cirri).
Harmothoe cascabullicola werd in 1991 voor het eerst wetenschappelijk beschreven door Brito, Núñez & Bacallado.